# Arteră cerebeloasă anterioară inferioară
Artera cerebeloasă anterioară inferioară este una dintre cele trei perechi de artere care alimentează cu sânge cerebelul.
Apare din artera bazilară, de pe fiecare parte, la nivelul joncțiunii dintre bulbul rahidian și punte din trunchiul cerebral. Are un curs variabil, care trece înapoi pentru a fi distribuit în partea anterioară a suprafeței inferioare a cerebelului, anastomozându-se atât cu ramura cerebelară posterioară inferioară a arterei vertebrale, cât și cu artera cerebelară superioară.
De asemenea, din aceasta se detașează artera auditivă internă sau labirintică în majoritatea cazurilor; cu toate acestea, artera labirintică poate apărea mai rar ca o ramură a arterei bazilare.
Suprafața de țesut vascularizată de artera cerebeloasă anterioară inferioară este variabilă, fiind influențat de zona vascularizată de către artera cerebeloasă posterioară inferioară, aceasta putând fi mai mult sau mai puțin dominantă, dar include de obicei suprafața anteroinferioară a cerebelului, flocculul, pedunculul cerebelos mijlociu și porțiunea inferolaterală a punții lui Varolio. 

## Semnificație clinică
Ocluzia arterei cerebeloase anterioară inferioară este considerată rară, dar are ca rezultat, în general, un sindrom pontin lateral, cunoscut și sub numele de sindrom AICA. Simptomele includ apariția bruscă a vertijului și vărsăturilor, nistagmusul, disartria, căderea laterală a leziunii (din cauza deteriorării nucleilor vestibulari ) și o varietate de caracteristici ipsilaterale, inclusiv hemiataxia, pierderea tuturor modalităților de senzație a feței (datorită deteriorării nucleului trigeminal senzorial principal), paralizie facială (din cauza deteriorării nucleului facial ), pierderea auzului și tinitus (din cauza deteriorării nucleilor cohleari).    Vertijul se poate prezenta uneori ca un simptom izolat cu câteva săptămâni sau luni înainte de ischemie acută și apariția infarctului cerebral, probabil cu semnificația de ischemie tranzitorie a urechii interne sau a nervului vestibular.  Există, de asemenea, pierderea senzației de durere și termică de la nivelul membrelor și trunchiului contralateral, ceea ce poate duce la confuzii de diagnostic cu sindromul medular lateral, care dă naștere și la semne neurologice „încrucișate”, dar în mod normal nu provoacă simptome cohleare, paralizie severă a feței sau multimodal, pierderea senzorială a feței. 

## Legături externe

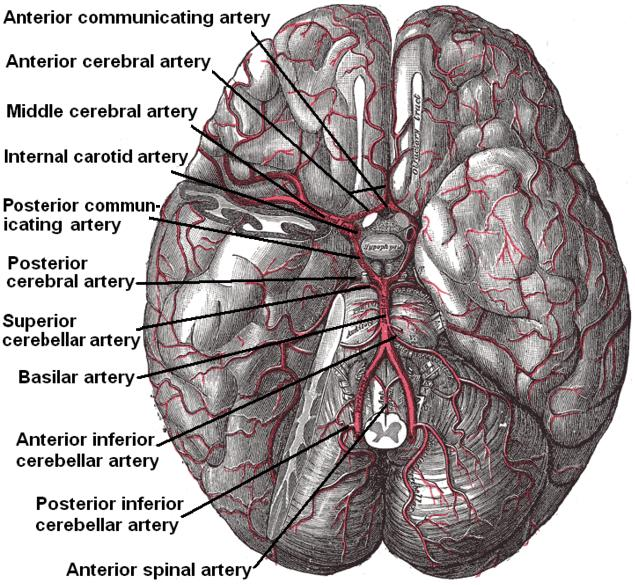
Arterele bazei creierului. Artera cerebeloasă inferioară anterioară marcată aproape de fund. Polul temporal al cerebrului și o porțiune a emisferei cerebeloase au fost îndepărtate pe partea dreaptă. Aspect inferior (privit de jos).